# Toshikazu Ichimura
Toshikazu Ichimura, född 12 december 1941, är en aikidoinstruktör som var riksinstruktör för svensk aikido mellan 1966 och 1986 och haft stor betydelse för svensk aikidos utveckling. Ichimura har graden sjätte dan i aikido, en grad han fick 1977, samt sjätte dan renshi i iaido sedan 1965. 

## Biografi
Ichimura började träna aikido 1957 för Shoji Nishio på Aikikai Hombu dojo i Tokyo. 1961 började han på Toyouniversitetet, där han startade en universitetsklubb som han själv instruerade i. År 1966 kom han till Sverige, sedan bland andra Jan Beime i Stockholm skickat en förfrågan till hombu dojo, den stora aikidoorganisationen Aikikais centrum i Japan, om att få en japansk aikidoinstruktör till Sverige. I Stockholm var Ichimura först baserad i Beimes klubb Stockholm Aikikai, och sedan han övergivit den klubben efter en konflikt på den småningom nedlagda klubben Minnano. 1968 flyttade Ichimura till Uppsala och startade där en aikidoklubb i samarbete med KFUM, KFUK-KFUM Uppsala Aikidoklubb. Under tiden i Sverige instruerade Ichimura flitigt såväl i Uppsala som i Stockholm och på andra ställen i Sverige, och reste för att undervisa i Finland, Danmark och Polen. 
Alltsedan Ichimuras tid har Nishios typ av aikido haft ett starkt fäste i Sverige. Att en stor del av den äldre svenska aikidogenerationen även tränat iaido beror också på Ichimura. Det stora årliga sommarlägret i Uppsala härstammar från Ichimuras tid, ända sedan 1970. Förutom aikido och iaido lärde Ichimura ut makrobiotik och den japanska ljudmystiken kotodama. Han skrev också två av de första böckerna om aikido på svenska, varav den första, Aikido, kom ut på ett vanligt förlag och är en instruktionsbok med både bilder på tekniker och beskrivningar av aikidons och budons principiella sammanhang. Den andra, Aikido och fred, är till stor del baserad på en artikelserie som Ichimura skrev i den nu nedlagda tidningen Budosport.
Ichimura återvände till Japan 1986. Han har en shiatsupraktik i Kobe, och tränar inte längre aikido. I samband med 50-årsjubileet år 2011 för aikidon i Sverige gjorde dock Ichimura en tillfällig comeback. På jubileumslägret i Eriksdalshallen i Stockholm 9–11 september instruerade han på ett pass och avslutade den till lägret hörande uppvisningen.